# Обсерватория Юра
Обсерватория Юра́ (альтернативное название: Астрономическая обсерватория Жюрасьен-Вик) — астрономическая обсерватория, основанная в 1993 году около посёлка Вик в кантоне Юра (Швейцария). Обсерватория принадлежит основавшему её Астрономическому обществу Юра. Строительство велось в течение 5 лет — с 1993 по 1998 год. В честь кантона, в котором расположена обсерватория, назван открытый в ней 15 января 2001 года астероид (42113) Jura.

## Инструменты обсерватории
- 61-см телескоп: Télescope Bernard Comte «TBC61» Cassegrain/Nasmith (f/3.4 и f/15.3) + ПЗС-камера;
- 12" (305 mm) Meade LX200;
- 80-мм Н-альфа телескоп;
- Takahashi FS-78;
- Skywatcher 102-мм;
- Ньютон: D=310 mm, F=1310 mm (f/4.2);
- 160-мм Коронограф Лио 2286 mm (f/14.3);
- планетарий.

## Направления работ
- открытие астероидов и комет;
- открытие вспышек сверхновых;
- образовательная и популяризаторская деятельность.

## Основные достижения
- 38752 астрометрических измерений опубликовано с 2000 по 2011 год[1];
- открытие кометы P/2008 Q2 (Ory);
- открытие околоземного астероида 2009 KL2;
- всего открыто 315 астероидов, из них постоянное обозначение получили 114 штук;
- две сверхновые звезды: 2003 lb и 2006ev (открыватель Мишель Ори).

В честь Мишеля Ори, открывшего периодическую комету P/2008 Q2, назван астероид (67979) Michelory, открытый 4 декабря 2000 года французским астрономом Жан-Клодом Мерленом.